# Pangrapta parsimonalis
Pangrapta parsimonalis là một loài bướm đêm trong họ Erebidae.